# 董士宏
董士宏，武进人，是一名明朝政治人物。
董士宏曾于嘉靖二十九年接替臧珊任兴化府知府一职，嘉靖三十七年由陆美中接任。